# 吉良満義
吉良 満義（きら みつよし）は、南北朝時代の武将。信濃国守護。三河国西条城主。

## 生涯
元弘の乱で倒幕の兵を挙げた足利尊氏に従い、京都の六波羅探題攻撃に参加。倒幕後に建武の新政が開始されると、足利直義に従い関東に下向し、建武元年（1334年）正月には関東廂番六番頭人に任命された。
建武2年（1335年）2月、信濃国で北条氏残党が活動を始めると、これを鎮圧するため、一族の吉良時衡を信濃へ派遣した。時衡は信濃守護・小笠原貞宗と共に軍を指揮したが、鎮圧は成功せず北条時行の武蔵国進出を許してしまい、これが鎌倉陥落へと繋がる（中先代の乱）。乱が勃発した時点での満義の居所は不明だが、以降、延元元年（1336年）の南北朝の分裂までの間、尊氏・直義に従い各地を転戦する。
延元3年/建武5年（1338年）1月の美濃国青野原の戦いに参加した後、興国元年/暦応3年（1340年）から翌年にかけては信濃守護職に就いていたという。興国5年/康永3年（1344年）3月、幕府引付方の一番頭人に就任し、直義の政務を補助する。直義が満義に寄せる信頼は非常に厚く、直義の嫡男である如意丸は、正平2年/貞和3年（1347年）満義の宿所で誕生している。また、同じ頃、陸奥国へ赴いた吉良貞家・満家父子の領地であった吉良東条を接収している。貞和5年（1349年）、直義の命により、光厳上皇を警固している。

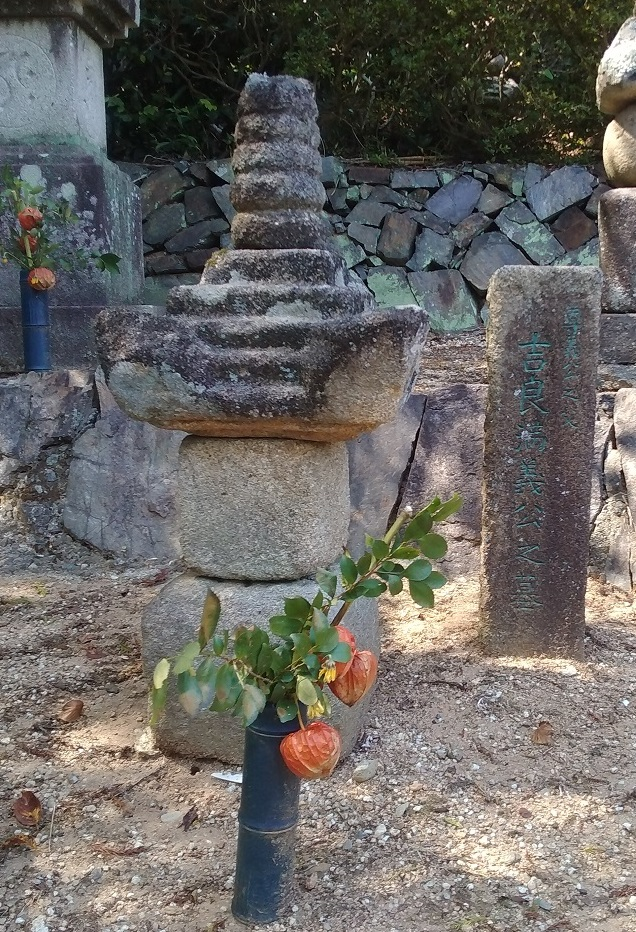
西尾市花岳寺にある満義の墓

観応の擾乱では、終始直義側に立ち、尊氏から満義・満貞父子は「吉良荘の凶徒」と呼ばれる。正平7年/観応3年（1352年）2月に直義が没した後も容易に尊氏には降らず、数年にわたり南朝に属して抵抗を続けた。その後、嫡男・満貞と袂を分かち北朝に帰順。
しかし近年では、満義は尊氏に与していたのではないかという見方もでてきている。1351年（観応2年）正月15日に、直義方の桃井直常と、足利尊氏・足利義詮・高師直らの軍勢が京都で激突した際、尊氏は満義（左京大夫）の宿所（二条京極千手堂）に陣を構えており、このとき満義は尊氏の陣営にいたものと思われる。翌16日に尊氏が丹波に逃れると満義の宿所は焼失してしまう。このように吉良氏は父子で陣営が割れ、1351年（観応2年）7月30日に足利直義が京都を脱出し北陸へ向かった時も、満貞は従ったが満義はそのメンバーの中には見えていない。満義は直義方としては確実なところでは見えておらず、前述の尊氏が進路妨害を予想していた「吉良荘の凶徒」も吉良満貞に従う人々のこととみられるというものである。
正平10年/文和4年（1355年）に南朝軍が京都を占領した際は、近江国に下向していた後光厳天皇の警備を尊氏から任されている。翌年の2月18日には、北国の敵方が山門の悪僧とともに乱入する危険性を奏上するなど、京都内外で天皇と直結した活動をする満義の姿が見られる。この時期の満義は右兵衛督の官途や四位の位階を持ち、牛車の使用を許され、昇殿を認められており、これらの事情と関係があると思われる。
正平11年/延文元年（1356年）9月23日、死去。三河国吉良荘（現西尾市）にあったとみられる塔頭から「寂光寺殿」と称された。晩年は京都東福寺・三河国実相寺（臨済宗聖一派）の仏海禅師（一峰明一）と緊密な関係にあったらしく、仏教に深く帰依していた。